# 卡彭特冰原島峰
73°37′S 61°15′E / 73.617°S 61.250°E
卡彭特冰原島峰（英語：Carpenter Nunatak）是南極洲的冰原島峰，位於麥克羅伯特森地，屬於查爾斯王子山脈的一部分，處於馬瑟山和孟席斯山之間，現時由南極條約體系管理。